# Свилайнац (община)
Свилайнац (серб. Свилајнац) — община в Сербии, входит в Поморавский округ.
Население общины составляет 24 599 человек (2007 год), плотность населения составляет 75 чел./км². Занимаемая площадь — 326 км², из них 75,4 % используется в промышленных целях.
Административный центр общины — город Свилайнац. Община Свилайнац состоит из 22 населённых пунктов, средняя площадь населённого пункта — 14,8 км².

## Статистика населения общины
| Год  | Население, чел. |
| ---- | --------------- |
| 1991 | 25 983          |
| 2001 | 25 577          |
| 2002 | 25 509          |
| 2003 | 25 409          |
| 2004 | 25 314          |
| 2005 | 25 150          |
| 2006 | 24 908          |
| 2007 | 24 599          |